# Девід Гілмор
Де́від Джон Гі́лмор CBE (англ. David Jon Gilmour, нар. 6 березня 1946, Кембридж, Велика Британія) — англійський музикант і мульти-інструменталіст, який є гітаристом, вокалістом і автором пісень рок-групи Pink Floyd. Підраховано, що за станом на 2010 рік група продала понад 250 мільйонів платівок по всьому світі, у тому числі 74,5 мільйонів у Сполучених Штатах.
Окрім роботи з Pink Floyd, Гілмор працював продюсером різних артистів і зробив успішну кар'єру сольного виконавця. Протягом усієї своєї музичної кар'єри він бере активну участь у діяльності багатьох благодійних організацій.
У 2003 році йому був присвоєний чин Командора Ордену Британської імперії за благодійну діяльність. Нагороджений премією «Видатний внесок» на церемонії Q Awards 2008.
У 2009 році британський журнал Classic Rock включив Гілмора у свій список найвидатніших гітаристів світу.
У 2011 році Гілмор посів 14-те місце в рейтингу журналу Rolling Stone «100 найкращих гітаристів усіх часів».

## Ранні роки
Гілмор народився в Кембриджі (Англія). Його батько, Дуглас Гілмор, був старшим викладачем кафедри зоології Кембриджського університету. Його мати, Сильвія (до шлюбу Вілсон), була вчителькою та редакторкою фільмів. Вона зростила родину в Грантчестер Мідоуз, яке пізніше було увічнено в однойменній пісні Роджера Вотерса з альбому Pink Floyd Ummagumma. Гілмор має молодшого брата, який також є музикантом.
Гілмор навчався в школі Перс у Гіллс Роад у Кембриджі, де відвідував клас із поглибленим вивченням сучасних іноземних мов. У школі він познайомився з майбутнім гітаристом та вокалістом Pink Floyd Сідом Барреттом, а також із басистом та вокалістом Роджером Вотерсом, який відвідував розташовану в Гіллс Роад Кембриджширську середню школу для хлопчиків. В обідні перерви Гілмор разом із Барреттом вчився грати на гітарі. Втім, на той момент вони ще не були колегами по групі. В 1962 році Гілмор почав грати в гурті Joker's Wild. У 1966 році Гілмор полишив гурт та подорожував по Іспанії і Франції з друзями, заробляючи вуличними виступами. Однак заробленого на виступах ледь вистачало на харчування. У липні 1992 року Гілмор заявив в інтерв'ю з Ніком Хорном на радіо ВВС, що подорож закінчилась для нього лікуванням порушень системи травлення в лікарні. В 1967 році вони повернулися до Англії.

## Pink Floyd і сольна кар'єра
Наприкінці грудня 1967 року ударник Pink Floyd Нік Мейсон запропонував Гілмору приєднатись до його гурту. Гілмор прийняв запрошення в січні 1968 року, збільшивши кількість учасників гурту Pink Floyd до п'яти осіб. Він посів місце гітариста Сіда Барретта, коли фронтмен був не в змозі взяти повноцінну участь у живих виступах Pink Floyd. Сід Барретт «полишив» гурт через його дивну поведінку, що, на загальну думку, була викликана надмірним використанням ЛСД. Одного разу гурт вирішив не заїжджати по Барретта по дорозі на виступ у клубі. Гілмор природно обійняв роль лідер-гітариста групи. Він також почав виконувати більшість вокальних партій, хоча басист Роджер Вотерс та клавішник Річард Райт також іноді співали замість Барретта. Однак, після послідовних успіхів альбомів The Dark Side of the Moon та Wish You Were Here Вотерс перебрав вплив над групою, написавши самостійно більшу частину Animals та The Wall. Річарда Райта було звільнено під час запису The Wall, а стосунки між Гілмором та Вотерсом ще більше погіршилися під час зйомок фільму The Wall та запису альбому The Final Cut в 1983 році.
Після запису Animals Гілмор вирішив, що його музичні таланти використовуються недостатньо, та використав свої музичні ідеї при записі свого першого однойменного сольного альбому (1978), який демонструє його особистий гітарний стиль, а також підкреслює його композиторські здібності. На завершальних етапах запису цього альбому, коли вже було неможливо додати матеріал до альбому, була написана мелодія, яка стала композицією «Comfortably Numb» на The Wall.

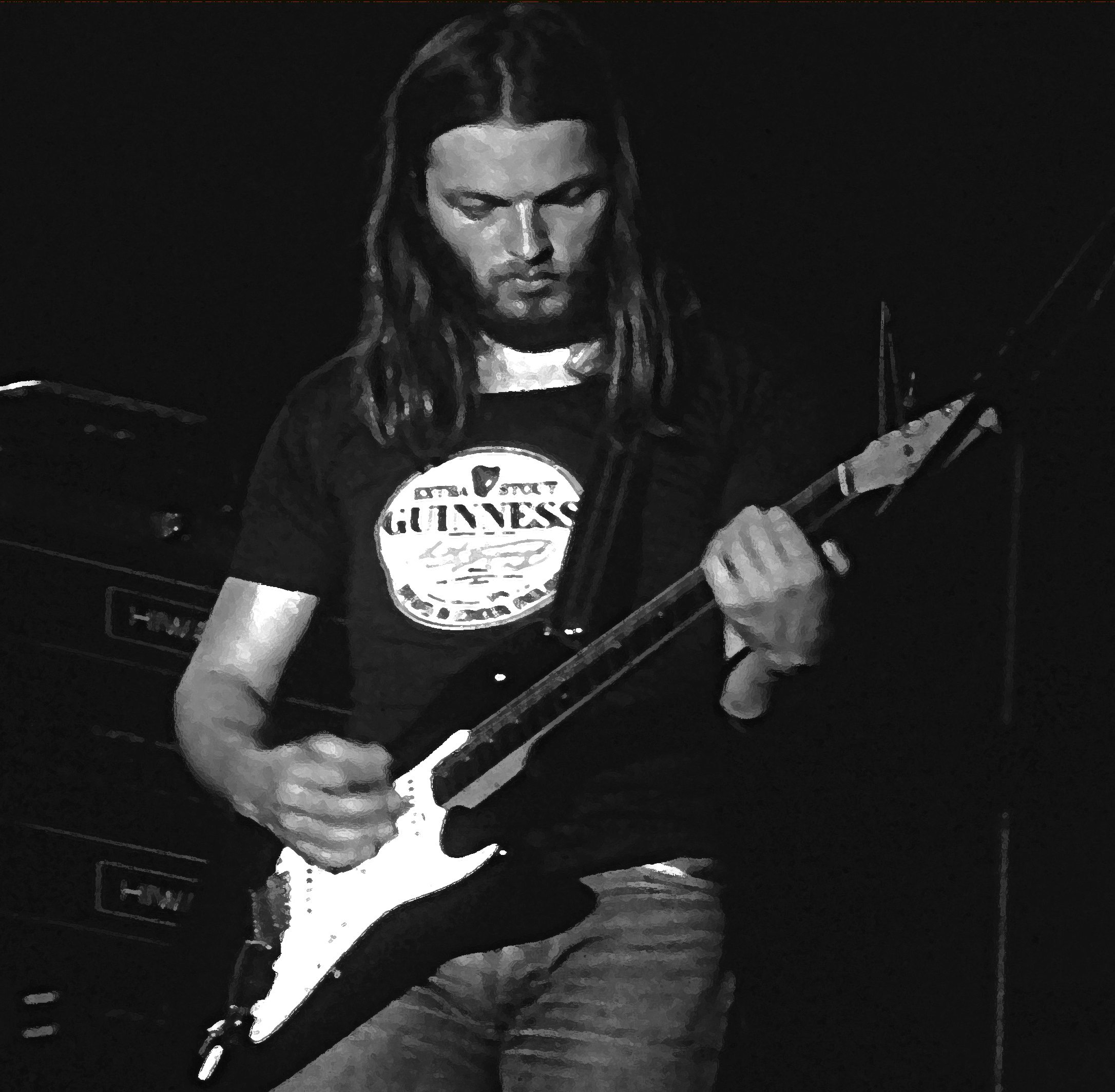
Гілмор на початку 1970-х років з Pink Floyd

Негативна атмосфера, що панувала під час створення альбому і фільму The Wall, посилилася також і тим, що The Final Cut став фактично сольним альбомом Роджера Вотерса. Це спонукало Гілмора на створення другого сольного збірника About Face (1984). Тим не менш, квитки на концерти туру About Face продавалися погано; зі схожою ситуацією зіткнувся Вотерс під час туру на підтримку альбому The Pros and Cons of Hitch Hiking.
У 1985 році Вотерс заявив, що група Pink Floyd «вичерпала всі свої творчі можливості». Однак у 1986 році Гілмор та ударник Нік Мейсон випустили прес-реліз, що повідомляв про вихід Вотерса з групи та їх намір продовжити роботу без нього. Гілмор взяв на себе керівництво групи, і в 1987 році випустив альбом A Momentary Lapse of Reason з деяким внеском Мейсона і Райта. Райт офіційно повернувся в групу після випуску альбому для тривалого світового турне, а також став повноцінним співавтором альбому The Division Bell (1994). Гілмор розповідає:
| Ліві лапки | У недавньому минулому, до виходу Роджера, у мене були деякі складнощі з вибором напрямку розвитку групи. Мені здавалося, що пісні були дуже багатослівними, тому що окремі значення слів були дуже важливі, і що музика стала просто інструментом для передачі тексту, а не натхненником... Альбоми Dark Side of the Moon і Wish You Were Here були такими успішними не тільки через участь Роджера, але й через те, що в них кращим був баланс між музикою і текстом, ніж в останніх альбомах. Цього балансу я й намагаюся досягти в альбомі A Momentary Lapse of Reason; більше сконцентруватися на музиці, відновити рівновагу. | Праві лапки |

У 1986 році Гілмор придбав будинок на воді «Асторія», пришвартований на річці Темза поруч із Гемптон-Корт, і перетворив його в звукозаписну студію. Велика частина композицій останніх двох альбомів Pink Floyd, а також сольна платівка Гілмора 2006 On an Island були записані там.

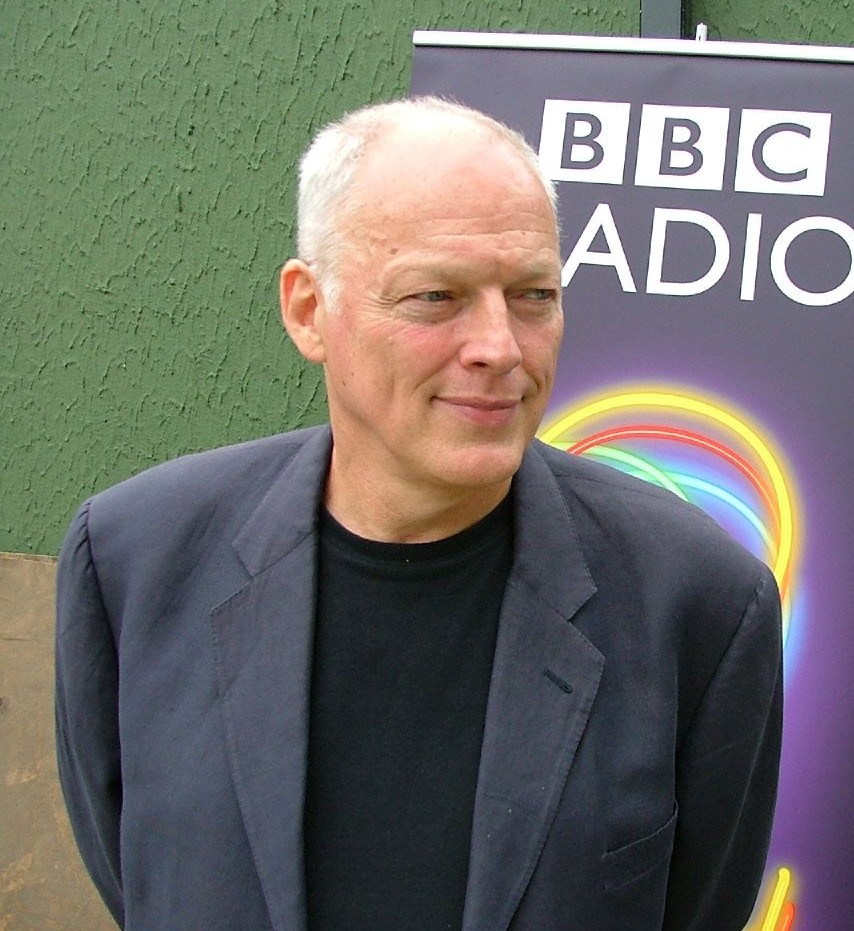
Гілмор на концерті Live 8 в 2005 році

2 липня 2005 Гілмор виступив у складі Pink Floyd — включаючи Роджера Вотерса — на концерті Live 8. Цей виступ збільшив на 1343 % продаж альбому Echoes: The Best of Pink Floyd. Гілмор пожертвував усі виручені кошти благодійним фондам, що відображало мету концерту Live 8, сказавши:
| Ліві лапки | Хоча головною метою концерту було підвищити свідомість і чинити тиск на лідерів «великої вісімки», я не отримаю прибутку від цього концерту. Ці гроші мають бути витрачені на порятунок життів. | Праві лапки |

Трохи пізніше він закликав усіх артистів, у яких збільшилися продажі альбомів після виступу на концерті Live 8, пожертвувати ці доходи у фонд Live 8. Після концерту Live 8 Pink Floyd було запропоновано 150 мільйонів фунтів стерлінгів за тур по США, але група відхилила пропозицію.
3 лютого 2006 він оголосив в інтерв'ю італійській газеті La Repubblica, що Pink Floyd навряд чи колись ще буде гастролювати або писати матеріал разом. Він сказав:
| Ліві лапки | Я думаю, досить значить досить. Мені 60 років. У мене більше немає бажання працювати так багато. Pink Floyd стало важливою частиною мого життя, це було чудовим часом, але все закінчилося. Для мене набагато легше працювати одному. | Праві лапки |

Він сказав, що давши згоду на виступ на Live 8, він не дозволив історії групи закінчитися на «фальшивій ноті».
| Ліві лапки | Була ще одна причина. По-перше, підтримати справу. По-друге, складні, висмоктуючі сили відносини між Роджером і мною, які обтяжують моє серце. Тому ми і захотіли виступити та залишити всі проблеми позаду. По-третє, я б шкодував, якби відмовився. | Праві лапки |

20 лютого 2006 року в інтерв'ю Billboard.com Гілмор знову дав коментарі з приводу майбутнього Pink Floyd:
| Ліві лапки | Хто знає? У мене немає цього в планах. Мої плани — це робити свої концерти і випустити сольний альбом. | Праві лапки |

6 березня 2006 року Гілмор випустив третій сольний альбом On an Island. У травні 2006-го у Royal Albert Hall був дан концерт Remember That Night в підтримку нового на той момент альбому Гілмора — On an Island. Тому основою сет-листа стали пісні саме з цієї платівки. Пам'ятаючи про давню традицію Pink Floyd, Гілмор виконав не просто окремі номери, але весь альбом цілком. Окрім нового матеріалу прозвучали і класичні роботи Pink Floyd, а саме «Shine On You Crazy Diamond», Fat Old Sun, Echoes, Wish You Were Here, Coming Back To Life і невеликі композиції з The Dark Side Of The Moon (Speak To Me — Breathe — Time Breathe Reprise).
У грудні 2006 року Гілмор випустив посвяту Сіду Барретту, який помер у липні того ж року, у формі власної версії першого синглу Pink Floyd Arnold Layne. На CD із синглом, записаним наживо в Лондонському королівському Альберт-Холі, також були присутні версії пісні у виконанні клавішника Pink Floyd (і учасника групи Гілмора) Річарда Райта і спеціально запрошеного артиста Девіда Бові. Сингл увійшов до чарту Великої Британії, зайнявши 19 сходинку, і залишався на цій позиції 4 тижні.
З часу появи групи на Live 8 у 2005 році Гілмор неодноразово говорив, що возз'єднання Pink Floyd не буде. Проте в 2007 році в інтерв'ю Філу Манзанере він заявив, що «він ще не закінчив» і він планує зробити «щось» у майбутньому. Зі смертю клавішника групи Річарда Райта у вересні 2008 року чергове возз'єднання основного складу групи стало неможливим. Гілмор сказав про Райта:
| Ліві лапки | У морі доводів про те, ким або чим був Pink Floyd, величезний внесок Ріка часто залишався непоміченим. Він завжди був лагідним, невибагливим і закритим, але його проникливі голос та гра були вкрай необхідними, магічними елементами такого впізнаваного звучання Pink Floyd. Як і Ріку, мені складно висловлювати мої почуття словами, але я любив його і буду дуже за ним сумувати. Я ніколи не грав із кимось подібним. | Праві лапки |

11 листопада 2009 Гілмор, який залишив у юності коледж, отримав звання почесного доктора мистецтв Кембриджського університету за заслуги в музиці. На церемонії співак звернувся до студентів зі словами:
| Ліві лапки | З мене приклад брати не треба. Я б зараз сам на вас рівнявся, напевно. Золотий вік року пройшов, рок-н-рол мертвий, а я отримую диплом про вищу освіту. Вчіться, діти, краще. У ваш час інакше не можна. Ось у нас засновник групи — він вивчився, а потім з глузду з'їхав. | Праві лапки |

18 вересня 2015 року Гілмор випустив четвертий сольний альбом «Rattle That Lock». Із 5 вересня 2015-го по 25 червня 2016 року на підтримку альбому відбулося концертне турне «Rattle That Lock Tour» по Європі і Північній Америці.
31 травня 2017 року було анонсовано новий концертний альбом Live at Pompeii та показ фільму в деяких кінотеатрах 13 вересня. Фільм створено на основі матеріалів, відзнятих протягом двох концертів Гілмора, що відбулись в амфітеатрі Помпей.
6 вересня 2024 року Гілмор випустив п'ятий сольний альбом  «Luck and Strange». Гілмор розпочав тур Luck and Strange 27 вересня 2024 року з виступів у Римі, Лондоні, Лос-Анджелесі та Нью-Йорку. Гілмор сказав, що планує записати ще один альбом з гуртом невдовзі після завершення туру.

### Співпраця з Андрієм Хливнюком
Вперше з 1994 року гурт Pink Floyd випустив нову пісню з вокалом українського музиканта, соліста гурту «Бумбокс» Андрія Хливнюка.
Кліп, навіяний піснею «Ой у лузі червона калина», опублікований на каналі гурту на YouTube. Пісня Pink Floyd має назву «Hey, Hey, Rise Up!» («Гей, гей, вставай!»). Трек містить вокал українського музиканта Андрія Хливнюка (гурт «Бумбокс»), який заспівав пісню «Ой у лузі червона калина» на Софійській площі в Києві і виклав це відео в соцмережах, відео стало вірусним.
| Ліві лапки | Ми, як і багато хто з українців, відчуваємо лють і розчарування цього підлого акту вторгнення проти незалежної, мирної демократичної країни. Багато людей були вбиті однією з найбільших держав світу, — зазначив гітарист і вокаліст гурту Девід Гілмор, який має українську невістку та онуків. | Праві лапки |
Усі кошти, які були зібрані від продажів пісні, пішли на гуманітарну допомогу Україні.

## Особисте життя
Девід Гілмор — багатодітний батько, що виховував чотирьох нащадків від першого шлюбу з Вірджінією Гейзенбайн (Virginia Hasenbein), а потім ще чотирьох: Чарлі (1991 р. нар., прийомний), Джо (1995), Габріель (1997), Романі (2002) у другому шлюбі з Поллі Семсон (Polly Samson). Гілмор — хрещений батько англійської акторки Наомі Воттс.

## Дискографія

### Pink Floyd
- A Saucerful of Secrets — 29 червня 1968
- More — 27 липня 1969
- Ummagumma — 25 жовтня 1969
- Atom Heart Mother — 10 жовтня 1970
- Meddle — 30 жовтня 1971
- Obscured by Clouds — 3 червня 1972
- The Dark Side of the Moon — 17 березня 1973
- Wish You Were Here — 15 вересня 1975
- Animals — 23 січня 1977
- The Wall — 30 листопада 1979
- The Final Cut — 21 березня 1983
- A Momentary Lapse of Reason — 8 вересня 1987
- Delicate Sound of Thunder — 22 листопада 1988
- The Division Bell — 30 березня 1994
- P•U•L•S•E — 29 травня 1995

### Сольна творчість

#### Студійні альбоми
- David Gilmour — 25 травня 1978
- About Face — 27 березня 1984
- On an Island — 6 березня 2006
- Rattle That Lock — 18 вересня 2015
- Luck and Strange — 6 вересня 2024

#### Концертні альбоми
- Live in Gdańsk — 22 вересня 2008
- Live at Pompeii — 29 вересня 2017

#### Саундтреки
- Fractals: The Colors of Infinity, Документальний — 1994[18]

#### Сингли
- «There's No Way Out of Here/Deafinitely», 1978
- «Blue Light», березень, 1984
- «Love on the Air», травень, 1984
- «On an Island», 6 березня 2006
- «Smile/Island Jam», 13 червня 2006
- «Arnold Layne/Dark Globe» (Live) 26 грудня 2006
- «Rattle That Lock», 2015
- «Today», 2015
- «Rattle That Lock» (live), 2017
- «One of These Days» (live), 2017
- «Run Like Hell» (live), 2017
- «Yes, I Have Ghosts» (with Romany Gilmour), 2020
- «Yes, I Have Ghosts»/«Tell the Truth»/«Astral Dust»/«Kokineli», 2021
- «The Piper's Call», 2024[a]
- «Between Two Points» (with Romany Gilmour), 2024
- «Dark and Velvet Nights», 2024
- «Luck and Strange», 2024

#### Відео
- David Gilmour Live 1984 (VHS) — вересень 1984
- David Gilmour in Concert (DVD) — жовтень 2002
- Remember That Night (DVD/BD) — вересень 2007
- Live in Gdańsk (DVD) — вересень 2008

## Тури
- About Face Tour (1984)
- On an Island Tour[en] (2006)
- Rattle That Lock Tour[en] (2015–2016)
- Luck and Strange Tour (2024)

## Співпраця з іншими виконавцями
| Рік  | Виконавець                     | Альбом / Робота |
| ---- | ------------------------------ | --- |
| 1970 | Сід Барретт                    | The Madcap Laughs |
| 1970 | Сід Барретт                    | Barrett |
| 1970 | Рон Гисин и Роджер Вотерс      | «Give Birth to a Smile» на альбоме Music from The Body |
| 1974 | Unicorn                        | Blue Pine Trees |
| 1975 | Рой Харпер                     | «The Game» from HQ |
| 1976 | Unicorn                        | Too Many Crooks |
| 1978 | Кейт Буш                       | Виконавчий продюсер двох треків в альбомі The Kick Inside |
| 1979 | Wings                          | Back to the Egg |
| 1980 | Рой Харпер                     | «Playing Games», «You (The Game Part II)», «Old Faces», «Short and Sweet» and «True Story» credited to Harper/Gilmour from the album «The Unknown Soldier». Gilmour is credited as a musician on the album. |
| 1982 | Кейт Буш                       | «Pull Out The Pin» in The Dreaming‎ |
| 1983 | Atomic Rooster                 | Headline news |
| 1984 | Пол Маккартні                  | No More Lonely Nights in Give My Regards to Broad Street |
| 1985 | Supertramp                     | Brother Where You Bound |
| 1985 | Браян Феррі                    | «Is Your Love Strong Enough?» in Legend |
| 1985 | Браян Феррі                    | Boys and Girls |
| 1985 | Браян Феррі                    | Live Aid (Зіграно з гуртом Браяна Феррі) |
| 1985 | Нік Мейсон and Рік Фенн        | «Lie for a Lie» (вокал) in Profiles |
| 1985 | Піт Таунсенд                   | «Give Blood» and «White City Fighting» in White City: A Novel «White City Fighting» credited to Townshend/Gilmour. Also performed live as Deep End.                                                         |
| 1985 | Arcadia                        | So Red the Rose |
| 1985 | The Dream Academy              | Co-produced The Dream Academy‎ |
| 1985 | Рой Харпер and Джиммі Пейдж    | Whatever Happened to Jugula?, "Hope" credited to Harper/Gilmour. |
| 1986 | Berlin                         | Count Three & Pray |
| 1986 | Піт Таунсенд                   | lead guitar in Pete Townshend's Deep End Live! |
| 1987 | Далбелло                       | «Immaculate Eyes» in she |
| 1988 | Пітер Сетера                   | «You Never Listen To Me» in One More Story |
| 1988 | Сем Браун                      | Stop! Guitar on «This Feeling» and «I'll Be in Love» |
| 1989 | Кейт Буш                       | «Love and Anger» and «Rocket's Tail» in The Sensual World |
| 1989 | Пол Маккартні                  | «We Got Married» in Flowers in the Dirt |
| 1989 | Rock Aid Armenia               | Smoke on the Water in The Earthquake Album |
| 1989 | Воррен Зівон                   | Transverse City |
| 1990 | Рой Харпер                     | «Once» in Once (w/Kate Bush on backing vocals) |
| 1990 | Propaganda                     | «Only one word» in 1234 |
| 1990 | Сем Браун                      | April Moon, vocals on «Troubled Soul» |
| 1991 | All About Eve                  | «Are You Lonely» and «Wishing the Hours Away» in Touched by Jesus |
| 1992 | Елтон Джон                     | «Understanding Women», in The One |
| 1992 | Мика Пэрис                     | I Put a Spell on You on Later With Jools Holland |
| 1993 | Пол Роджерс                    | «Standing Around Crying» in Muddy Water Blues: A Tribute to Muddy Waters |
| 1996 | The Who                        | Quadrophenia (1996 Hyde Park concert) |
| 1997 | Бі Бі Кінг                     | «Cryin' Won't Help You Babe» in Deuces Wild |
| 1999 | Пол Маккартні                  | Run Devil Run |
| 2001 | The Triumph of Love soundtrack | Plays guitar over several chamber orchestra pieces |
| 2003 | Рінго Старр                    | Ringo Rama |
| 2004 | Алан Парсонс                   | «Return to Tunguska» in A Valid Path |
| 2005 | Різні виконавці                | «Ever Fallen in Love (With Someone You Shouldn't've)» |
| 2010 | The Orb                        | Metallic Spheres |
| 2010 | Браян Феррі                    | Olympia |

## Цікаві факти
- Девід Гілмор — уболівальник лондонського футбольного клубу «Арсенал»[20].
- Девід Гілмор — досвідчений авіапілот, що підкріпив своє хобі створенням компанії «Intrepid Aviation», також музикант зібрав вражаючу колекцію історичних літальних апаратів.
- У 2019 році Девід Гілмор продав свою персональну колекцію гітар сумарно за 21,5 мільйонів доларів США[21]. Білий Fender Stratocaster 1954 року з порядковим номером #0001, яким володів музикант, був проданий за 1,8 мільйонів доларів США[21], знакова гітара «The Black Strat», що використовувалася при записі «Wish You Were Here» та «Shine on You Crazy Diamond»[21], була продана за 3,9 мільонів доларів США — новий світовий рекорд для аукціону гітар[21]. Усі отримані кошти були віддані на благодійність в організацію «ClientEarth»[22], що займається вирішенням проблем із навколишнім середовищем.